# Carcharhinus borneensis
Carcharhinus borneensis é uma espécie de tubarão pertencente ao género Carcharhinus e à família Carcharhinidae. A espécie encontra-se presente na Indonésia e Malásia.